# Cildo Meireles
Cildo Meireles (Rio de Janeiro, 1948) és un artista brasiler. És autor d'una obra que arrela en la confluència de la política, la filosofia i la simbologia del nostre temps.

## Biografia
Va iniciar els seus estudis d'art el 1963 a la Fundação Cultural do Distrito Federal, a Brasilia, orientat pel ceramista i pintor peruà Barrenechea. El 1967 es va traslladar a Rio de Janeiro, on va estudiar a l'Escola Nacional de Belas-Artes. Fou un dels fundadors de la Unitat Experimental del Museu d'Art Modern de Rio de Janeiro el 1969. El 1973 va treballar en escenografies teatrals i cinematogràfiques. Wl 1975, va dirigir la revista d'art Malasartes.
La seva figura és fonamental per entendre l'avantguarda artística brasilera de postguerra, ja que suposa un pont entre el neoconcretisme del final dels anys cinquanta i l'art conceptual brasiler del final dels seixanta. El neoconcretisme, que té com a representants principals Hélio Oiticica, Lygia Clark i Lygia Pape, referències constants en l'obra de Meireles, rebutja el racionalisme extrem de l'abstracció geomètrica per crear obres més sensorials i participatives, que apel·len no sols a la ment sinó també al cos. L'optimisme utòpic d'aquest moviment es va ensorrar després del cop d'estat del 1964, que va donar pas a un règim militar dictatorial i que va marcar una nova generació d'artistes, la de Cildo Meireles.

## Obra
L'obra de Meireles es podria definir com un acostament poètic a l'estudi de la societat, ja que cerca respondre preguntes relacionades amb tots els àmbits socials: examina els processos de comunicació, la figura de l'espectador i el valor de l'art o els llegats de la història. La temàtica de la seva obra inclou des de l'expansió del capitalisme en l'àmbit internacional fins a la cultura dels indis brasilers a l'Amazònia, i no respon a cap jerarquia de materials o mides. Les seves obres acostumen a partir d'un element concret que es desenvolupa de tal manera, que el que és real, el que és simbòlic i el que és imaginari es combinen fins que troben l'equilibri.

### Trajectòria artística
El dibuix és el germen de tota l'obra posterior de Meireles. A finals de la dècada del 1960, l'artista va iniciar un conjunt de treballs basats en els principis euclidians de l'espai, com són les sèries Espais virtuals: racons (1968), Volums virtuals (1968-1969) i Ocupacions (1968-1969). Aquest dibuixos van derivar «en ambients esculturals en tres dimensions que semblen cantonades d'habitacions», com es percep en la sèrie de quatre escultures Racons (1967-1968). A partir d'aleshores ja només utilitza el llapis a manera d'apunt o de maqueta com a base de les seves instal·lacions.
Juntament amb els artistes brasilers neoconcretistes, Marcel Duchamp i Orson Welles són dos dels referents importants en l'obra de Meireles. Emesa en forma de butlletins informatius, la cèlebre adaptació radiofònica que va fer Welles el 1938 de La guerra dels mons, de H. G. Wells, va provocar un pànic generalitzat entre la població, que creia que estava sent envaïda per extraterrestres. Meireles va inventar fórmules per evitar la censura de la dictadura militar i aconseguir fer circular missatges crítics de forma massiva. Es tracta de sèries com el Projecte CocaCola, en què va imprimir sobre centenars d'ampolles de vidre (aleshores retornables) frases com ara «Yankees Go Home» i les va posar de nou en circulació, o el Projecte dels Bitllets de Banc, en què va estampar en bitllets de curs legal inscripcions com «Qui ha matat Herzog?», en clara referència al periodista croatobrasiler Vlado Herzog, que el 1975 van trobar mort a la cel·la, amb signes ben clars d'haver estat torturat, tot i que els militars van assegurar que s'havia suïcidat. A Arbre de diners (1969), va col·locar sobre un pedestal un feix de cent bitllets d'un cruzeiro i el va posar a la venda a un preu vint vegades superior a aquesta quantitat; i a Zero Cruzeiro, Zero Centau (1974-1978) es va aventurar en el terreny de la falsificació, substituint els personatges il·lustres que adornaven els bitllets de l'època per les fotos d'un indi krao i un intern d'un psiquiàtric.
El pare de Meireles va treballar al Servei de Protecció dels Indis. Quan era petit, l'artista va viure els trasllats constants de la família per l'immens territori del Brasil, i fins i tot va participar en expedicions d'exploració per contactar amb tribus encara desconegudes. Moltes d'aquestes experiències es reflecteixen en algunes de les seves obres, com ara Creu del Sud. La sèrie Mutacions geogràfiques (1969) analitza l'immens territori del Brasil i la naturalesa de les fronteres geogràfiques. Meireles va barrejar la terra de tots dos costats de la frontera que separa els estats rivals de Rio i São Paulo en un estoig de pell. Condensació I – Desert (1970) consisteix en un anell amb un únic gra de sorra incrustat en un compartiment de safir, clavat sobre una petita piràmide d'or.
Les Malles de llibertat (1976-1977) van començar com un gargot on l'artista va dibuixar una línia i després una altra que la creuava fins a formar una quadrícula. Si no hi ha limitacions formals, la quadrícula pot créixer indefinidament, creant un sistema de 
bifurcacions, divisions i duplicacions cada cop més desordenat, segon el principi definit pel matemàtic Mitchell Feigenbaum en els seus estudis sobre la teoria del caos.
| «                | "En l'art conceptual brasiler, tan lligat a la sensualitat, els límits del cos i el plaer, és impossible no pensar en la seducció. Però també hi ha aspectes polítics que no sovintegen en l'art d'altres llocs del món" | » |
| — Cildo Meireles | |   |

### Obres rellevants
- Desviació cap al vermell: I. Impregnació 1967-1984[4]
- Desvio para o vermell: II. Vessament/entorn 1967-1984
- Desvio para o vermell: III. Desviació 1967-1984
- Racó IV 1967-1968/1974
- Racó II 1967-1968/1981
- Racó VII 1967-1968/2008
- Racó VIII 1967-1968/2008
- Espais virtuals: Racons 1968
- Volums virtuals 1968-1969
- Ocupacions 1968-1969
- Art físic 1969
- Art físic: Cordes/30km de lineals de corda 1969
- Art físic: Caixes de Brasília/Clariana 1969
- Mutacions geogràfiques: Frontera Rio-São Paulo 1969
- Arbre dels diners 1969
- Creu del Sud 1969-1970
- Condensació I – Desert 1970
- Condensació II – Mutacions geogràfiques: Frontera Rio-São Paulo 1970
- Insercions en diaris 1969-1970
- Insercions en circuits ideològics – Projecte Coca-Cola 1970
- Insercions en circuits ideològics – Projecte Billet de banc 1970
- Per ser corbada amb els ulls 1970-1975
- Mebs/Caraxia 1970-1971
- Eureka/Blinhotland 1970-1975
- Insercions en circuits antropològics 1971
- Zero cruzeiros 1974-1978
- Zero centaus 1974-1978
- Sal sense carn 1975
- La diferència entre el cercle i l'esfera és el pes 1976
- Malles de llibertat I 1976
- Malles de llibertat III 1977
- Zero dòlars 1978-1984
- Zero centaus 1978-1984
- Volàtil 1980-1994/2008
- Llum fosca 1982
- A través 1983-1989/2007
- Missió/Missions (Com construir catedrals)1987
- Glovetrotter 1991
- Fontes 1992/2008
- Condensació III – Bombanell 1996
- Babel 2001
- Liverbeatespool 2004

## Premis i reconeixements
- Premio Velázquez de Artes Plásticas (2008)[5]
- Premio Príncipe Clauss. Països Baixos (1999)[1]